# ハービッグAe/Be型星
ハービッグAe/Be型星（はーびっぐ・えいいー・びいいーがたせい、英：Herbig Ae/Be stars）は年齢1000万年未満の若い前主系列星である。スペクトル型はA型かB型であり、まだガスと塵のエンベロープに埋もれて星周円盤に取り巻かれている。スペクトル中に水素とカルシウムの輝線がみられる。太陽質量の2-8倍の天体で、星形成（自己重力による収縮）の過程にあり、主系列に至る前段階（つまり中心で水素の核連鎖反応が始まる前）にある。HR図上ではこの天体は主系列の右側に位置する。1960年に初めてこの種の天体を特定したアメリカの天文学者ジョージ・ハービッグにちなんでこの名がつけられた。ハービッグによる当初の分類基準は次のとおりである。
- スペクトル型がF0より高温型である（Tタウリ型星と区別するため）。
- スペクトル中にバルマー系列の輝線がある（Tタウリ型星と共通）。
- 出現場所が星間物質がつくる暗い境界の内側にある（誕生の領域ごと若い星を特定するため）。
- 近隣の反射星雲を照らす光源である（星形成の領域との物理的関係を保証するため）。

今日では孤立したハービッグAe/Be型星がいくつも発見されている（つまり暗黒星雲とも散光星雲とも関係がない）。そこで信頼できる新基準は次のようになるだろう。
- スペクトル型がF0より高温型である。
- スペクトル中にバルマー系列の輝線がある。
- （通常の恒星と比較して）赤外線の放射が強い。その理由は星周塵の熱放射である。（自由-自由放射による赤外線放射が強いBe型星と区別するため）

ハービッグAe/Be型星のなかには、はっきりとした変光をみせるものがある。これは星周円盤の分子雲塊（原始惑星や微小惑星）によると考えられている。最も暗くなったときには恒星が放射する光は青みが強くなり直線偏光している（その理由は地球の空が青いのと同じで、分子雲塊が恒星本体の光を遮ると周囲の円盤で散乱した光が相対的に多くなるからである）。
このハービッグAe/Be型星と対応関係にある小質量天体（2太陽質量未満）がTタウリ型星である。これはスペクトル型がF・G・K・Mの前主系列星である。逆に8太陽質量より大きな前主系列星はまだ観測されたことがないが、その理由はこれが極めて迅速に進化するからであろう。大質量の原始星が可視光で観測できる（つまり取り巻くガスや塵が拭き払われた）ときにはすでに中心で水素の核反応が始まっており、これはすでに主系列星だからである。